# Винци
Винци су насеље у Србији у општини Голубац у Браничевском округу. Према попису из 2022. било је 354 становника.

## Демографија
У насељу Винци живи 284 пунолетна становника, а просечна старост становништва износи 43,4 година (42,0 код мушкараца и 44,8 код жена). У насељу има 89 домаћинстава, а просечан број чланова по домаћинству је 3,88.
Ово насеље је великим делом насељено Србима (према попису из 2002. године), а у последња три пописа, примећен је пад у броју становника.
|  |

| Демографија | Демографија | Демографија |
| Година      | Становника  | Становника  |
| ----------- | ----------- | ----------- |
| 1948.       | 454         |             |
| 1953.       | 466         |             |
| 1961.       | 454         |             |
| 1971.       | 425         |             |
| 1981.       | 414         |             |
| 1991.       | 375         | 354         |
| 2002.       | 345         | 365         |
| 2011.       | 381         |             |

| Етнички састав према попису из 2002.‍ | Етнички састав према попису из 2002.‍ | Етнички састав према попису из 2002.‍ | Етнички састав према попису из 2002.‍ | Етнички састав према попису из 2002.‍ |
| ------------------------------------ | ------------------------------------ | ------------------------------------ | ------------------------------------ | ------------------------------------ |
|                                      |                                      |                                      |                                      |                                      |
| Срби                                 | Срби                                 |                                      | 332                                  | 96,23%                               |
| Југословени                          | Југословени                          |                                      | 8                                    | 2,31%                                |
| Румуни                               | Румуни                               |                                      | 2                                    | 0,57%                                |
| Власи                                | Власи                                |                                      | 2                                    | 0,57%                                |
| непознато                            | непознато                            |                                      | 1                                    | 0,28%                                |

| Година пописа     | 1948. | 1953. | 1961. | 1971. | 1981. | 1991. | 2002. |
| ----------------- | ----- | ----- | ----- | ----- | ----- | ----- | ----- |
| Број домаћинстава | 99    | 101   | 98    | 86    | 89    | 83    | 89    |

| Број чланова      | 1  | 2  | 3 | 4  | 5  | 6  | 7  | 8 | 9 | 10 и више | Просек |
| ----------------- | -- | -- | - | -- | -- | -- | -- | - | - | --------- | ------ |
| Број домаћинстава | 16 | 18 | 4 | 14 | 13 | 10 | 13 | 0 | 1 | 0         | 3,88   |

| Пол    | Укупно | Неожењен/Неудата | Ожењен/Удата | Удовац/Удовица | Разведен/Разведена | Непознато |
| ------ | ------ | ---------------- | ------------ | -------------- | ------------------ | --------- |
| Мушки  | 142    | 40               | 84           | 13             | 5                  | 0         |
| Женски | 151    | 26               | 89           | 30             | 6                  | 0         |
| УКУПНО | 293    | 66               | 173          | 43             | 11                 | 0         |

| Пол    | Укупно                    | Пољопривреда, лов и шумарство | Рибарство                            | Вађење руде и камена | Прерађивачка индустрија       |
| ------ | ------------------------- | ----------------------------- | ------------------------------------ | -------------------- | ----------------------------- |
| Мушки  | 77                        | 40                            | 0                                    | 0                    | 2                             |
| Женски | 58                        | 43                            | 0                                    | 0                    | 4                             |
| УКУПНО | 135                       | 83                            | 0                                    | 0                    | 6                             |
| Пол    | Производња и снабдевање   | Грађевинарство                | Трговина                             | Хотели и ресторани   | Саобраћај, складиштење и везе |
| Мушки  | 0                         | 2                             | 8                                    | 3                    | 8                             |
| Женски | 0                         | 0                             | 4                                    | 2                    | 0                             |
| УКУПНО | 0                         | 2                             | 12                                   | 5                    | 8                             |
| Пол    | Финансијско посредовање   | Некретнине                    | Државна управа и одбрана             | Образовање           | Здравствени и социјални рад   |
| Мушки  | 2                         | 2                             | 5                                    | 2                    | 0                             |
| Женски | 0                         | 0                             | 2                                    | 1                    | 1                             |
| УКУПНО | 2                         | 2                             | 7                                    | 3                    | 1                             |
| Пол    | Остале услужне активности | Приватна домаћинства          | Екстериторијалне организације и тела | Непознато            | Непознато                     |
| Мушки  | 0                         | 0                             | 0                                    | 3                    | 3                             |
| Женски | 0                         | 0                             | 0                                    | 1                    | 1                             |
| УКУПНО | 0                         | 0                             | 0                                    | 4                    | 4                             |

- Туристички објекти (избор)
- Кафана „Боле”
- Поглед на Дунав са терасе кафане
- Вила „Вера”
- Поглед на Дунав са терасе виле